# Thierry Retoa
Thierry Retoa (ur. 21 listopada 1967) – gaboński piłkarz grający na pozycji obrońcy. W swojej karierze rozegrał 8 meczów i strzelił 1 gola w reprezentacji Gabonu.

## Kariera klubowa
W swojej karierze piłkarskiej Retoa grał w klubie AS Sogara.

## Kariera reprezentacyjna
W reprezentacji Gabonu Retoa zadebiutował 27 lutego 1993 w przegranym 0:1 meczu eliminacji do MŚ 1994 z Senegalem, rozegranym w Dakarze. W 1994 roku został powołany do kadry na Puchar Narodów Afryki 1994. Na tym turnieju rozegrał jeden mecz grupowy, z Egiptem (0:4). Od 1993 do 1995 rozegrał w kadrze narodowej 8 meczów i strzelił 1 gola.